# Ex territori orientali della Germania

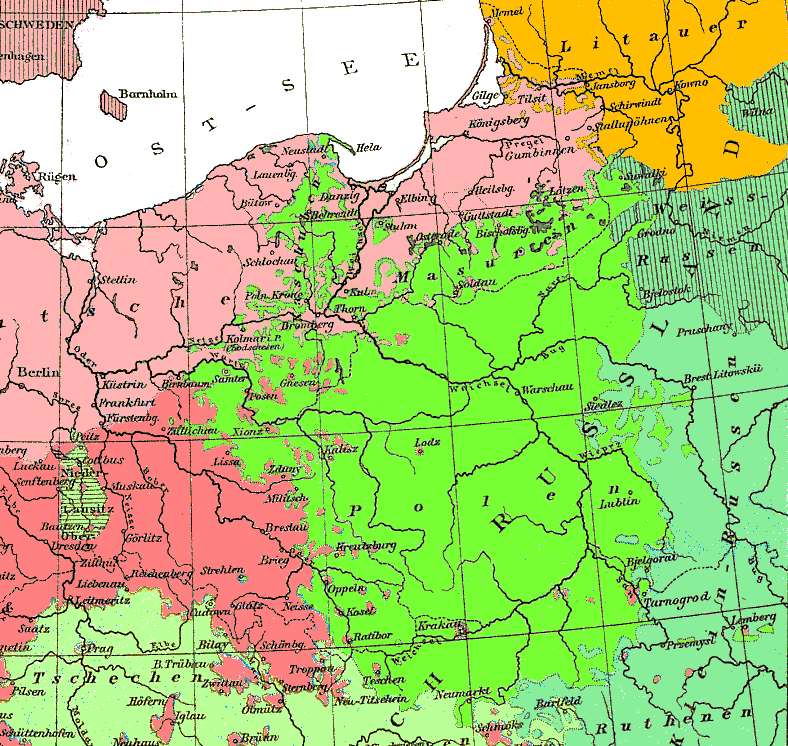
Atlante tedesco del 1880 che mostra la diffusione della lingua tedesca

Con l'espressione Ex territori orientali della Germania (in lingua tedesca: Ehemalige Deutsche Ostgebiete) si intendono quei territori che si trovano ad est dell'attuale confine orientale della Germania e che in passato appartenevano allo Stato tedesco. Questi territori sono stati persi dalla Germania dopo le due guerre mondiali, e includono la Posnania (persa nella prima guerra mondiale), la Prussia Orientale, la Pomerania Orientale, il Brandeburgo orientale e gran parte della Slesia (perse nella seconda guerra mondiale).

## Territori orientali della Germania 1871-1945

### Fondazione dell'Impero tedesco

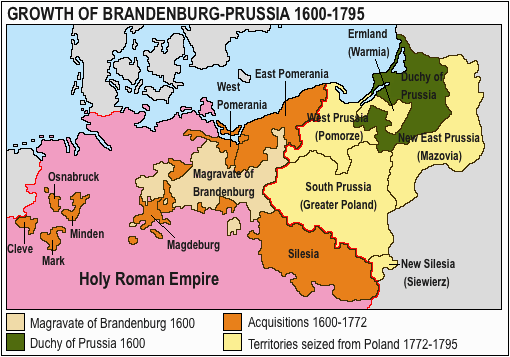
La crescita del Brandeburgo-Prussia (1600-1795)

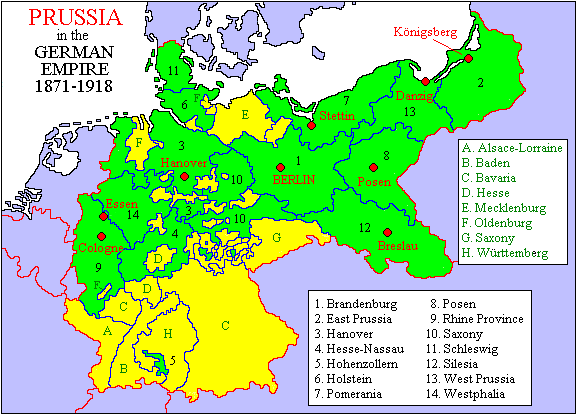
La Prussia, (in verde), suddivisa in province, all'interno dell'Impero tedesco (1871-1918)

Nel 1871, al tempo della fondazione dell'Impero tedesco, la Prussia era la parte più grande e dominante dell'Impero. Così, i territori del Brandeburgo orientale, la Slesia, la Pomerania e le provincie di Prussia Orientale e Poznań (Posen) divennero tutti parti del territorio dell'Impero tedesco nel 1871. Successivamente questi territori furono chiamati in tedesco "Ostgebiete des Deutschen Reiches" (Territori orientali dell'Impero tedesco).
In alcune aree, come nella provincia di Posen o nella parte a sud-est dell'Alta Slesia, l'area che più tardi sarebbe diventata il corridoio polacco, la maggioranza della popolazione era polacca, mentre altrove era prevalentemente tedesca. Con il trattato di Versailles del 1919, i territori ad apparente maggioranza polacca furono ceduti alla Polonia, anche se in alcuni casi i loro abitanti, tramite referendum, si pronunciarono contro. Come conseguenza di questi spostamenti di frontiera venne a crearsi una significativa minoranza di etnia tedesca in Polonia, a ridosso dei confini con la Germania. Il maltrattamento di questa minoranza da parte dei governi polacchi e la politica di espansione tedesca perseguita da Adolf Hitler portarono allo scoppio della seconda guerra mondiale.

## Gli ex territori orientali nella politica del XX secolo
Fra le due guerre mondiali, molti tedeschi volevano che i territori ceduti dalla Germania al nuovo Stato polacco nel 1919 in forza del trattato di Versailles fossero restituiti alla Germania. Questa tesi, sostenuta con forza dal Nazismo, fu un antefatto importante della seconda guerra mondiale. Nel 1939, dopo l'invasione della Polonia, la Germania rioccupò i territori persi. La Germania successivamente perse tutti i territori a est della linea Oder-Neisse alla fine della seconda guerra mondiale, nel 1945. Le regioni a est della linea Oder-Neisse e dentro i confini tedeschi del 1937, con l'eccezione dell'amministrazione sovietica della parte settentrionale della Prussia Orientale, vennero annessi alla Polonia. Almeno 12 milioni di cittadini tedeschi residenti in quelle regioni furono espulsi dal governo polacco e sostituiti da coloni polacchi, in buona parte evacuati dai territori polacchi orientali passati sotto sovranità sovietica.
Dopo la seconda guerra mondiale, la cosiddetta "questione tedesca" fu un importante fattore della storia e della politica tedesca del dopoguerra. Il dibattito riguardò le politiche della guerra fredda e la diplomazia giocò un ruolo importante nei negoziati che portarono alla riunificazione della Germania nel 1990. Nel 1990 la Germania ha ufficialmente riconosciuto l'attuale confine orientale, mettendo fine a ogni rivendicazione di sovranità tedesca su qualsiasi territorio a est della linea Oder-Neisse.

### Seconda guerra mondiale

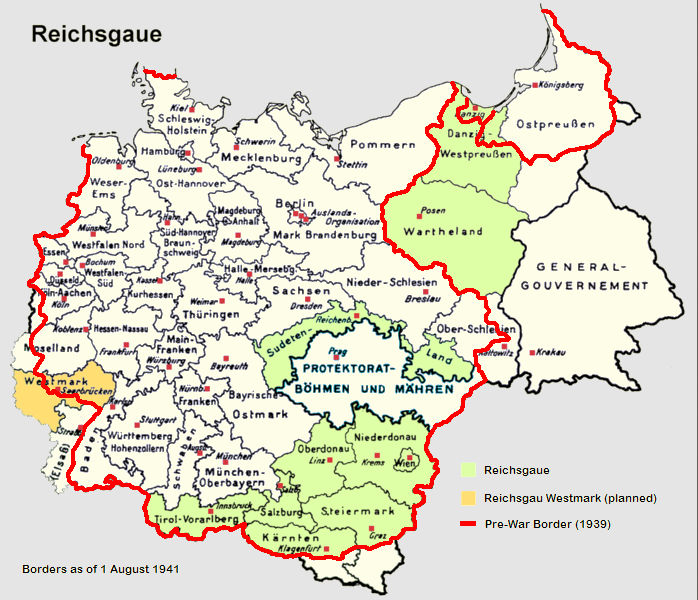
Mappa dei Reichsgau nel 1941

Perdite territoriali della Germania (1919-1945)

Con la sconfitta della Polonia nel 1939, all'inizio della seconda guerra mondiale, la Germania si annetté tutti i territori perduti a seguito dei termini del Trattato di Versailles, oltre ad altri territori orientali quasi esclusivamente abitati da polacchi. Queste modifiche territoriali non furono mai riconosciute dai governi Alleati.
Due decreti di Adolf Hitler (8 ottobre e 12 ottobre 1939) stabilirono la divisione delle regioni annesse della Polonia all'interno delle seguenti unità amministrative:
- Reichsgau Wartheland (inizialmente Reichsgau Posen), che comprendeva il Voivodato di Poznań, cinque contee del Voivodato della Pomerania ed una contea del Voivodato di Varsavia;
- Reichsgau Danzica-Prussia occidentale (inizialmente Reichsgau Prussia occidentale), che consisteva nella restante area del Voivodato della Pomerania e nella Città Libera di Danzica;
- Distretto di Ciechanów (Regierungsbezirk Zichenau), consistente in cinque contee settentrionali del Voivodato di Varsavia (Płock, Płońsk, Sierpc, Ciechanów e Mława), che divenne parte della Prussia Orientale;
- Distretto di Katowice (Regierungsbezirk Kattowitz), o ufficialmente Alta Slesia orientale (Ost-Oberschlesien), che includeva Sosnowiec, Będzin, Chrzanów e le contee di Zawiercie, parti dell'Olkusz e delle contee di Żywiec.

Questi territori si estendevano su una superficie di 94.000 km² e avevano una popolazione di 10.000.000 abitanti. Il restante territorio polacco fu annesso dall'Unione Sovietica (vedi patto Molotov-Ribbentrop) o passò sotto il controllo tedesco nella zona di occupazione del Governatorato Generale.
Dopo l'attacco tedesco all'Unione Sovietica nel giugno del 1941, il distretto di Białystok, che includeva Białystok, Bielsk Podlaski, Grajewo, Łomża, Sokółka, Volkovysk e le contee di Hrodna, fu "annesso" (ma non incorporato) alla Prussia orientale, come la Galizia orientale (Distretto di Galizia), che comprendeva le città di Leopoli, Stanislawów e Tarnopol, che divenne parte del Governo generale.

## Dopo la seconda guerra mondiale
Fra il 1945 e il 1990 la disputa per la definizione finale di questi territori fu oggetto di dibattito internazionale.
Il governo della Germania Ovest preferì utilizzare la locuzione: "Ex territori tedeschi temporaneamente sotto l'amministrazione polacca e sovietica". Questa fu la formulazione utilizzata nell'accordo di Potsdam, ma fu usata solamente dalla Repubblica Federale Tedesca, in quanto i governi polacchi e sovietici si rifiutarono di usarla, contestando l'evidente implicazione che questi territori dovessero tornare un giorno alla Germania.
Il governo polacco preferì utilizzare il termine "Territori recuperati", affermando una sorta di continuità, poiché questi territori durante il Medioevo furono governati da signorie polacche e venivano perciò considerati come "recuperati" dopo il 1945.

### Ostpolitik
Nel 1970, mentre Willy Brandt era cancelliere della Repubblica Federale tedesca, la RFT seguì una politica di relazioni estere, nota come Ostpolitik, abbandonando tutti gli elementi della dottrina Hallstein. La RFT abbandonò, almeno per il momento, le sue pretese nei confronti dell'auto-determinazione tedesca e della riunificazione, riconoscendo di fatto l'esistenza della Repubblica Democratica Tedesca (RDT) e la linea Oder-Neisse." Successivamente, fra il 1970 e il 1973, la RFT concluse trattati di amicizia con Unione Sovietica (trattato di Mosca), Polonia (trattato di Varsavia), RDT (trattato base) e Cecoslovacchia (Trattato di Praga), in modo da accomodare l'ordine europeo esistente negli anni 1970.

### Partiti politici irredentisti in Germania
Dopo che l'NPD conquistò 6 seggi nel parlamento del Meclemburgo-Pomerania Anteriore nel settembre del 2006, il leader del partito, Udo Voigt, chiese quali fossero i "confini storici" della Germania e mise in discussione i trattati sui confini attuali.